# Oecleus glochin
Oecleus glochin är en insektsart som beskrevs av Kramer 1977. Oecleus glochin ingår i släktet Oecleus och familjen kilstritar. Inga underarter finns listade i Catalogue of Life.